# Merionoeda fusca
Merionoeda fusca är en skalbaggsart som beskrevs av J. Linsley Gressitt och Yves Rondon 1970. Merionoeda fusca ingår i släktet Merionoeda och familjen långhorningar.
Artens utbredningsområde är Laos. Inga underarter finns listade i Catalogue of Life.